# Selenidera reinwardtii
A Selenidera reinwardtii a madarak (Aves) osztályának harkályalakúak (Piciformes) rendjébe, ezen belül a tukánfélék (Ramphastidae) családjába tartozó faj.

## Rendszerezése
A fajt Johann Georg Wagler német ornitológus írta le 1827-ben, a Pteroglossus nembe Pteroglossus Reinwardtii néven.

## Alfajai
- Selenidera reinwardtii langsdorffi (Wagler, 1827) - korábban önálló fajnak vélték
- Selenidera reinwardtii reinwardtii (Wagler, 1827)

## Előfordulása
Kolumbia, Ecuador, Peru és Brazília területén honos. Természetes élőhelyei a szubtrópusi vagy trópusi síkvidéki és hegyi esőerdők, valamint mocsári erdők. Állandó, nem vonuló faj.

## Megjelenése
Testhossza 33-35 centiméter és testtömege 129–178 gramm. A csőre nagyon sötétvörös, fekete véggel. A testtollazata főleg fekete és zöld. A nyaka körül és a fülei tájékán sárga látható. A tojó a hímtől eltérően, nem feketés, hanem vöröses árnyalatú.
|  |

## Életmódja
Gyümölcsöket táplálkozik, de rovarokat is fogyaszt.

## Természetvédelmi helyzete
Az elterjedési területe nagy, egyedszáma viszont csökken, de még nem éri el a kritikus szintet. A Természetvédelmi Világszövetség Vörös listáján nem fenyegetett fajként szerepel.